# Fibra de coco

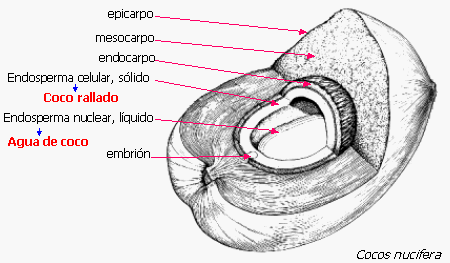
A fibra de coco é obtida a partir do mesocarpo

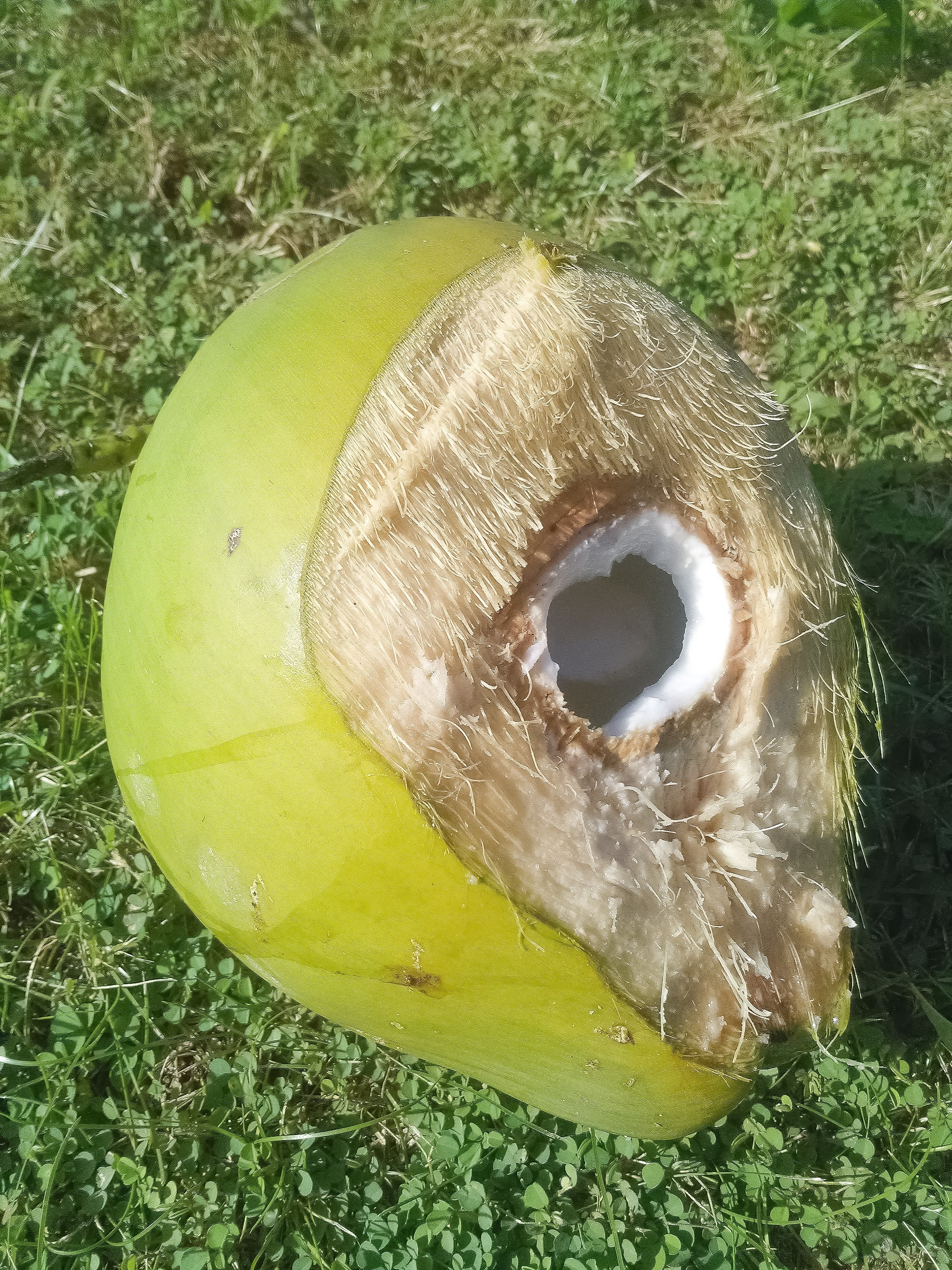
Fibras do mesocarpo visíveis

A fibra de coco, também chamada Coir, provém do coqueiro comum (cocus nucifera). É a única fibra de fruta que é usada em quantidade digna de ser mencionada.
O coqueiro é plantado na Índia desde a antiguidade. Lá ele é chamado de Árvore do Bem-Estar ou Árvore do Céu. Desde 1840 o plantio é feito em grande escala.
O coco fornece um sem-número de artigos importantes, como o leite de coco, a parte aderente à casca e as fibras. A parte interna, rica em albumina e gordura, é picada e ralada e depois vendida sob o nome de copra. Da copra retiram-se o óleo, a gordura de coco e o óleo de copra ou copraol. Do mesocarpo obtém-se a fibra. A casca é utilizada em objetos decorativos. Na culinária emprega-se a gordura vegetal de coco, coco ralado e leite de coco.
O coqueiro existe em todos os países tropicais, em inúmeras variedades. Na Índia, Indonésia e Ceilão (Sri Lanka) cuida-se mais da extração das fibras, enquanto em outros países de cultura, como Porto Rico, Marrocos, China e Filipinas, procura-se mais a obtenção da parte comestível do coco.
Os maiores produtores mundiais de coco são as Filipinas, Indonésia, Índia, Sri Lanka, e Tailândia. Na América latina, o México, o Brasil e a Venezuela lideram a produção.
Atualmente, a Índia é líder mundial na comercialização desse produto, com 1,02 bilhão de toneladas de fibra produzidas por ano. O país fatura US$ 70 milhões com exportação. No Brasil, a produção é ainda incipiente, com cerca de 40 milhões de toneladas de fibra produzidas anualmente.
Os coqueiros vêm crescendo no estado de São Paulo, tomando espaço da laranja e do café nas regiões de São José do Rio Preto, Marília e Garça.
A fibra de coco faz parte da cadeia de fibras naturais do Brasil, e está presente na Câmara Setorial de Fibras Naturais do Ministério da Agricultura, fazendo parte das fibras da Associação Brasileira da Indústria e dos Produtores da Bambu e Fibras Naturais - Abrafibras.

## Extração do fio
Uma meada de fio de coco contém de 50 a 100 m de fio. Um fardo de fio de coco pesa aproximadamente 150 quilogramas.

## Plantio
O tronco atinge um diâmetro de 30 a 70 cm e uma altura de até 30 metros. O coqueiro cresce relativamente depressa e atinge uma idade de quase cem anos. A típica coroa da folha suporta de 10 a 12 folhas emplumadas, tendo cada uma o comprimento aproximado de 4 a 6 metros que se estendem para todos os lados.

## Estrutura das fibras
As espigas das flores dos cachos encontram-se nas entradas das folhas mais baixas. É notável o fato de que no coqueiro há flores e frutos ao mesmo tempo, e a colheita faz-se durante todo o ano. Em cada cacho crescem 15 a 20 nozes.

## Colheita e obtenção das fibras
O coco leva sete meses para amadurecer. A colheita é feita quatro ou cinco vezes ao ano. Para realizar a colheita do coco em coqueiros gigantes, o colhedor ou “tirador” deve utilizar “peias” de couro ou nylon para subir nas plantas. O uso de esporas deve ser evitado visto que estas causam ferimentos no tronco dos coqueiros, o que pode transmitir doenças letais às plantas. Chegando ao topo da árvore, o tirador amarra uma corda no pedúnculo do cacho e o secciona com um facão. Com isso, a queda do cacho é evitada já que a corda o está segurando. Aproveita-se este momento para realizar a limpeza das copas, desbastando as folhas velhas, que são cortadas também com o facão. Não é recomendado cortar folhas ainda verdes, pois pode ocorrer a atração de insetos causadores de doenças. O fruto inteiro está envolto numa casca externa que no começo é amarela e depois fica marrom. Sob a casca encontra-se a camada de fibras com 3 a 5 cm de espessura. Esta casca é desmanchada em vários pedaços com uma faca de bater. Os pedaços ficam várias semanas em água salobra, onde são macerados. Água salobra é uma mistura de água doce com água do mar. É a água das embocaduras dos rios. As fibras são depois batidas e trituradas para poderem ser separadas. Segue-se a lavagem e secagem. Treze a quinze cocos fornecem mais ou menos um quilograma de fibras.
Quando as fibras são submetidas a um processamento semelhante à espadelagem do linho, obtêm-se os seguintes grupos de fibras: fibras longas para a indústria de escovas, chamada “bristles”, e fibras curtas usada como material de enchimento e para almofadas, cujo nome é “matress”. As fibras curtas que são eliminadas durante este processamento têm o nome de “combings”.
Propriedades especiais: a elasticidade é muito grande, maior que nas outras fibras vegetais. A capacidade de resistir à umidade e às condições climáticas é igualmente muito grande, podendo-se dizer o mesmo em relação à água do mar. A resistência ao desgaste é enorme.

## Uso das fibras de coco
- Manufatura de colchões para salto, por possuir grande elasticidade;
- Tapetes, capachos, pois têm alta durabilidade, maior retenção da sujeira, além de fugicída natural;
- Cordame especial para navios, pois é resistente à água do mar;
- Escovas, vassouras;
- Todo material de enchimento ou almofadas;
- Fabricação de madeira prensada utilizada na construção de casas;
- Fabricação de mantas de fibra de coco para reflorestamento, facilita o início do processo de sucessão ecológica e projetos de recuperação ambiental, recuperação de mata ciliar, reflorestamento em áreas erodidas, degradadas e inclusive em locais de difícil acesso como pedreiras íngremes. Embalagens ecologicamente corretas para flores, as mantas também são utilizadas para embalar buques, ramalhetes e flores em vaso.
- Amplamente utilizado na área de jardinagem e decoração.
- Substrato para mudas em viveiros
- Fabricação de vasos usado na jardinagem e como substrato no plantio de orquídeas, substituindo completamente o xaxim, cuja extração é proibida no Brasil.

A indústria automobilística faz grande uso da fibra de coco. No Brasil, a Mercedes-benz começou a usar em 1994 a fibra de coco na fabricação de encostos de cabeça para os caminhões. Desde 1999 o produto também compõe os assentos dianteiros do modelo Classe A. Outras montadoras européias utilizam estofamento de fibra de coco. A fibra de coco oferece muitas vantagens em relação às espumas de poliuretano, que geralmente é usada nos estofamentos. Algumas vantagens são:
- É natural;
- Biodegradável;
- Não causa impacto ambiental;
- Possibilita maior conforto;
- Aumenta o espaço interno do veículo, pois a espessura das almofadas de fibra de coco é menos em relação à da espuma de PU. Os bancos ficam menos volumosos.

Sua desvantagem é o alto preço: por ser uma atividade artesanal, o preço do produto em fibra de coco ainda é de 10% a 15% mais caro que o similar de espuma, mas a tendência é reduzir este custo.

## Uso nos estofamentos de automóveis
Para diminuir o consumo das reservas de petróleo e facilitar a reciclagem dos carros usados, engenheiros utilizam as fibras naturais como reforço ou até mesmo na substituição completa. Dentre elas se encontram o rami, o sisal, o linho, a juta, o cânhamo, a bananeira, o ananazeiro e o coqueiro.
- Assento e encosto para automóvel com aglomerado de fibra de coco e látex natural, do Programa Poema.
- Capacho de fibra de coco
- Manta de fibra de coco

## Características e propriedades da fibra de coco
- Comprimento da fibra: 9 a 33 cm
- Diâmetro da fibra: 0,5 a 0,6 mm
- Cor: Marrom-claro a escuro, marrom-avermelhado.
- Toque duro, um tanto áspero
- Alongamento (alongamento de rotura): Muito alto
- Resistência a seco: fibra técnica 8 a 20 km, fio 8 a 12 km
- A úmido: 93% da resistência seca
- Densidade: 0,92g/cm3
- Higroscopicidade: Tolerância combinada de umidade 13,00%
- Lignificação: Forte
- Tingibilidade: Muito boa, contudo, só com cores que permitam boa cobertura.